# زيون آي

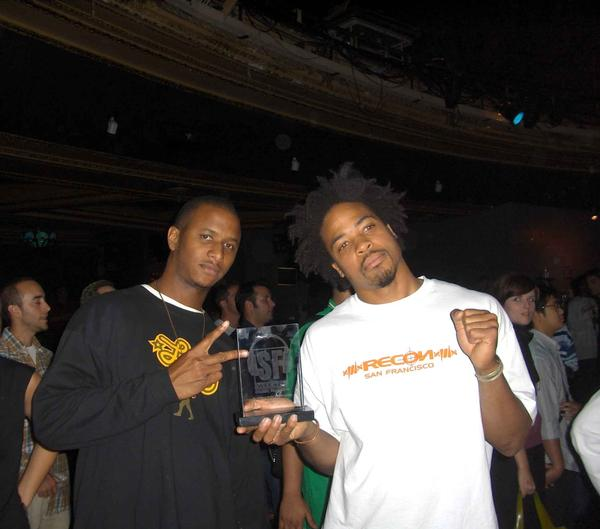
فريق زييون آي

زيون آي (بالإنجليزية: Zion)‏ هو ثنائي هيب هوب من أوكلاند كاليفورنيا. وهي تتكون من أمبلايف وبابا زوم.

## روابط خارجية
- زيون آي على موقع IMDb (الإنجليزية)
- زيون آي على موقع ميوزك برينز (الإنجليزية)
- زيون آي على موقع أول ميوزيك (الإنجليزية)
- زيون آي على موقع ديسكوغز (الإنجليزية)